# Liebenwerdaer-Zeischaer-Binnengraben
Der Liebenwerdaer-Zeischaer-Binnengraben ist ein Meliorationsgraben und orographisch rechter Zufluss der Schwarzen Elster im
Landkreis Elbe-Elster in Brandenburg.
Der Graben beginnt auf einer Niederungsfläche, die sich westlich des Röderländer Ortsteils Haida befindet. Von dort verläuft er vorzugsweise in nordwestlicher Richtung über mehrere Kilometer nördlich der Schwarzen Elster. Er durchquert dabei das Naturschutzgebiet Alte Röder bei Prieschka und erreicht anschließend das Stadtgebiet von Bad Liebenwerda. Südlich des Ortsteils Zeischa fließt von Westen der Graben bei Kraupa zu. Der Graben passiert westlich Zeischa und verläuft von dort an vorzugsweise in nordnordwestlicher Richtung und unterquert die Bundesstraße 183. Von Westen fließt der Mühlgraben Dobra zu; danach fließt der Graben zwischen dem Stadtgebiet und dem Wohnplatz Weinberge parallel zur Bahnstrecke Węgliniec–Roßlau, unterquert diese und verläuft im weiteren Verlauf in nördlicher, anschließend in nordwestlicher Richtung erneut parallel zur Schwarzen Elster um anschließend in die Kleine Elster zu entwässern, die nach wenigen Metern wieder um in die Schwarze Elster entwässert.